# جک گریفیتس
جک گریفیتس (انگلیسی: Jack Griffiths؛ ۱۵ سپتامبر ۱۹۰۹ – ۱۹۷۵ (۶۵−۶۶ سال)) یک بازیکن فوتبال بود.
از باشگاه‌هایی که در آن بازی کرده‌است می‌توان به باشگاه فوتبال منچستر یونایتد، باشگاه فوتبال ولورهمپتون واندررز، و باشگاه فوتبال بولتون واندررز اشاره کرد.